# Papuagrion laminatum
Papuagrion laminatum är en trollsländeart som beskrevs av Maurits Anne Lieftinck 1937. Papuagrion laminatum ingår i släktet Papuagrion och familjen dammflicksländor. Inga underarter finns listade i Catalogue of Life.